# Oscar Isaac
Oscar Isaac (n. Oscar Isaac Hernández Estrada; n. 9 martie 1979, Ciudad de Guatemala, Guatemala) este un actor și muzician americano-guatemalez. Pentru rolul său din filmul Inside Llewyn Davis a fost nominalizat la Premiul Globul de Aur pentru cel mai bun actor. Mai este cunoscut pentru rolurile din Cel mai violent an (2014) și SF-ul Ex Machina (2015). 
În 2016, revista Time l-a numit pe Isaac unul dintre cei mai influenți 100 de oameni din lume.

## Viața timpurie
Oscar Isaac Hernández Estrada s-a născut în Guatemala. Mama sa e Maria Eugenia Estrada Nicolle, iar tatăl său, Óscar Gonzalo Hernandez-Cano, este un pneumolog cubanez. Bunicul matern a fost francez. Familia sa s-a stabilit în SUA când avea cinci luni, și a fost crescut în Miami, Florida. 

## Filmografie

### Film
| An   | Titlu                                                                                         | Rol                                    | Note                                   |
| ---- | --------------------------------------------------------------------------------------------- | -------------------------------------- | -------------------------------------- |
| 1998 | Illtown                                                                                       | Pool Boy                               |                                        |
| 2002 | All About the Benjamins                                                                       | Francesco/Frank                        |                                        |
| 2004 | Lenny the Wonder Dog                                                                          | Detectiv Fartman                       |                                        |
| 2006 | Pu-239                                                                                        | Shiv                                   |                                        |
| 2006 | Povestea nașterii Domnului (The Nativity Story)                                               | Iosif din Nazaret                      |                                        |
| 2007 | The Life Before Her Eyes                                                                      | Marcus                                 |                                        |
| 2008 | Che                                                                                           | Interpreter                            |                                        |
| 2008 | Body of Lies                                                                                  | Bassam                                 |                                        |
| 2009 | Agora                                                                                         | Orestes                                |                                        |
| 2009 | Balibo                                                                                        | José Ramos-Horta                       |                                        |
| 2010 | Robin Hood                                                                                    | Ioan al Angliei                        |                                        |
| 2011 | Evadare din realitate (Sucker Punch)                                                          | Blue Jones                             |                                        |
| 2011 | W.E.                                                                                          | Evgeni                                 |                                        |
| 2011 | 10 Years                                                                                      | Reeves                                 |                                        |
| 2011 | Drive                                                                                         | Standard Gabriel                       |                                        |
| 2012 | For Greater Glory                                                                             | Victoriano "El Catorce" Ramírez        |                                        |
| 2012 | Revenge for Jolly!                                                                            | Cecil                                  |                                        |
| 2012 | The Bourne Legacy                                                                             | Outcome No. 3                          |                                        |
| 2012 | Won't Back Down                                                                               | Michael Perry                          |                                        |
| 2013 | Inside Llewyn Davis                                                                           | Llewyn Davis                           |                                        |
| 2013 | In Secret                                                                                     | Laurent LeClaire                       |                                        |
| 2014 | The Two Faces of January                                                                      | Rydal Keener                           |                                        |
| 2014 | Ticky Tacky                                                                                   | Lucien                                 | Scurtmetraj                            |
| 2014 | A Most Violent Year                                                                           | Abel Morales                           |                                        |
| 2015 | Ex Machina                                                                                    | Nathan Bateman                         |                                        |
| 2015 | Mojave                                                                                        | John "Jack" Jackson                    |                                        |
| 2015 | Star Wars: The Force Awakens                                                                  | Poe Dameron                            |                                        |
| 2016 | X-Men: Apocalypse                                                                             | En Sabah Nur / Apocalypse              |                                        |
| 2016 | The Promise                                                                                   | Mikael Boghosian                       |                                        |
| 2017 | Lightningface                                                                                 | Basil Stitt                            | Scurtmetraj; și producător executiv    |
| 2017 | Suburbicon                                                                                    | Bud Cooper                             |                                        |
| 2017 | Star Wars: The Last Jedi                                                                      | Poe Dameron                            |                                        |
| 2018 | Annihilation                                                                                  | Kane                                   |                                        |
| 2018 | Operation Finale                                                                              | Peter Malkin                           | și producător de film                  |
| 2018 | At Eternity's Gate                                                                            | Paul Gauguin                           |                                        |
| 2018 | Life Itself                                                                                   | Will Dempsey                           |                                        |
| 2018 | Omul-Păianjen: În lumea păianjenului (Spider-Man: Into the Spider-Verse)                      | Miguel O'Hara / Spider-Man 2099 (voce) | Cameo                                  |
| 2019 | Triple Frontier                                                                               | Santiago "Pope" Garcia                 |                                        |
| 2019 | Familia Addams                                                                                | Gomez Addams (voce)                    |                                        |
| 2019 | Războiul stelelor - Episodul IX: Ascensiunea lui Skywalker (Star Wars: The Rise of Skywalker) | Poe Dameron                            | [ 13 ]                                 |
| 2020 | The Letter Room                                                                               | Richard                                | Scurtmetraj; și producător executiv    |
| 2021 | The Card Counter                                                                              | William Tell                           | [ 14 ]                                 |
| 2021 | Dune                                                                                          | Ducele Leto Atreides                   |                                        |
| 2021 | The Addams Family 2                                                                           | Gomez Addams (voce)                    |                                        |
| 2021 | Big Gold Brick                                                                                | Anselm                                 | Post-producție; și producător executiv |

### Televiziune
| An        | Titlu                        | Rol                        | Note                                               |
| --------- | ---------------------------- | -------------------------- | -------------------------------------------------- |
| 2006      | Law & Order: Criminal Intent | Robbie Paulson             | Episodul: "The Healer"                             |
| 2015      | Show Me a Hero               | Nick Wasicsko              | 6 episoade                                         |
| 2018–2019 | Star Wars Resistance         | Poe Dameron (voce)         | 4 episoade                                         |
| 2021      | Scenes from a Marriage       | Jonathan                   | Miniserie; și producător executiv                  |
| 2022      | Moon Knight                  | Marc Spector / Moon Knight | Post-producție, 6 episoade; și producător executiv |

### Jocuri video
| An   | Titlu                              | Rol de voce |
| ---- | ---------------------------------- | ----------- |
| 2015 | Disney Infinity 3.0                | Poe Dameron |
| 2016 | Lego Star Wars: The Force Awakens  | Poe Dameron |
| 2021 | Lego Star Wars: The Skywalker Saga | Poe Dameron |

### Podcasturi
| An   | Titlu      | Rol         |
| ---- | ---------- | ----------- |
| 2016 | Homecoming | Walter Cruz |

### Teatru
| An   | Piesă de teatru             | Rol                   | În teatrul             |
| ---- | --------------------------- | --------------------- | ---------------------- |
| 2005 | The Two Gentlemen of Verona | Proteus               | Delacorte Theater      |
| 2006 | Beauty of the Father        | Federico García Lorca | New York City Center   |
| 2007 | Romeo și Julieta            | Romeo Montague        | Delacorte Theater      |
| 2008 | Grace                       | Tom                   | Lucille Lortel Theatre |
| 2011 | We Live Here                | Daniel                | New York City Center   |
| 2017 | Hamlet                      | Prince Hamlet         | The Public Theater     |

## Legături externe
- Oscar Isaac la Internet Movie Database
- „Fansite”. Arhivat din original la 6 aprilie 2015. Accesat în 9 octombrie 2016.